# Belső-Szolnok vármegye
Belső-Szolnok vármegye (latinul Comitatus Szolnok Interior, németül Innere Szolnoker Gespanschaft, románul: Comitatul Solnocul Interior) Magyarország egyik történelmi vármegyéje volt Erdélyben. Létrehozásának időpontját 1320 előttre teszik, megszűntének időpontja 1876, amikor Belső-Szolnok majdnem egésze Doboka vármegye legnagyobb részével - kiegészülve a Kővárvidék egy részével - Szolnok-Doboka vármegye néven egyesült. Székhelye Dés volt.

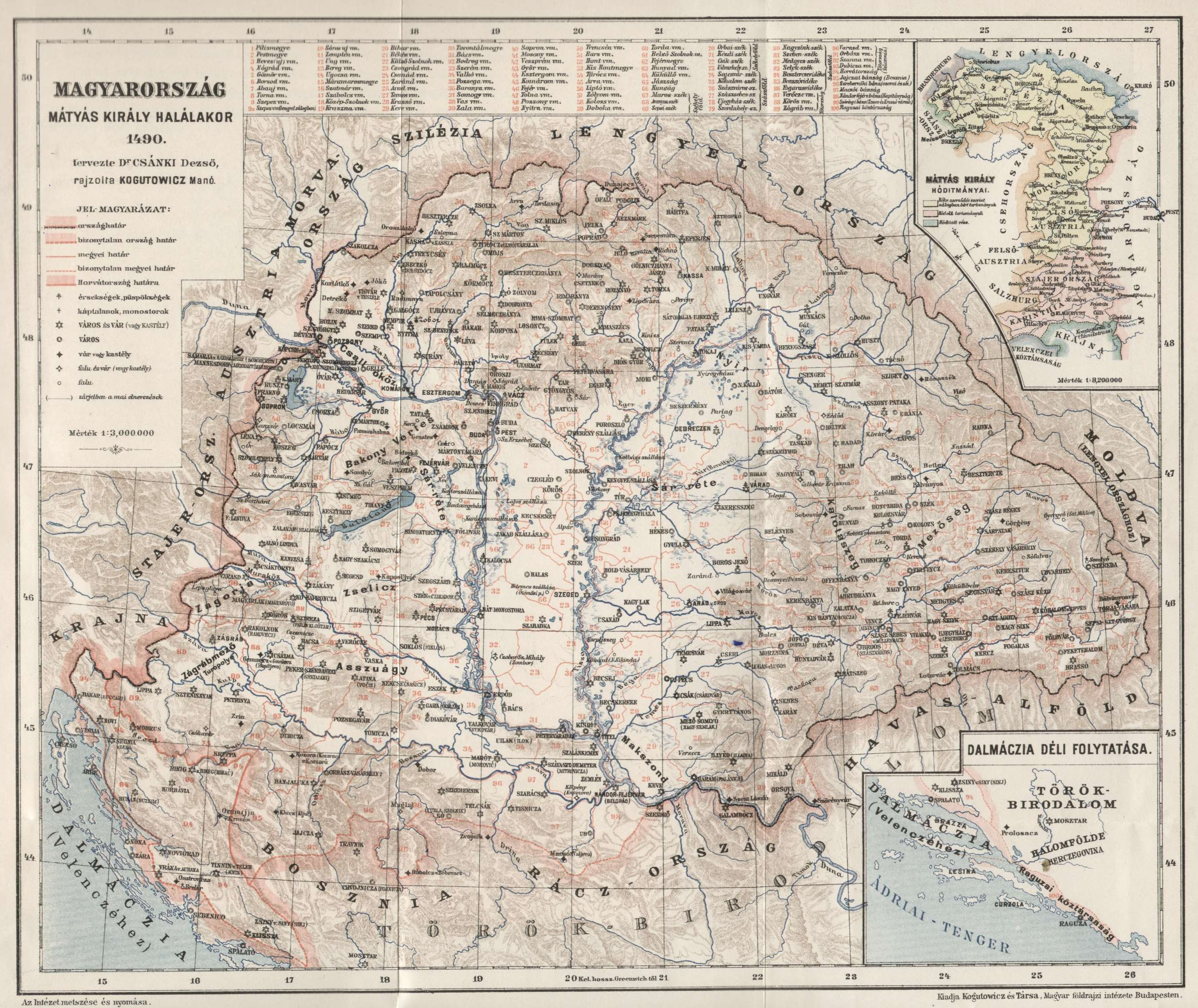
Csánki Dezső–Kogutowicz Manó: Magyarország Mátyás király halálakor

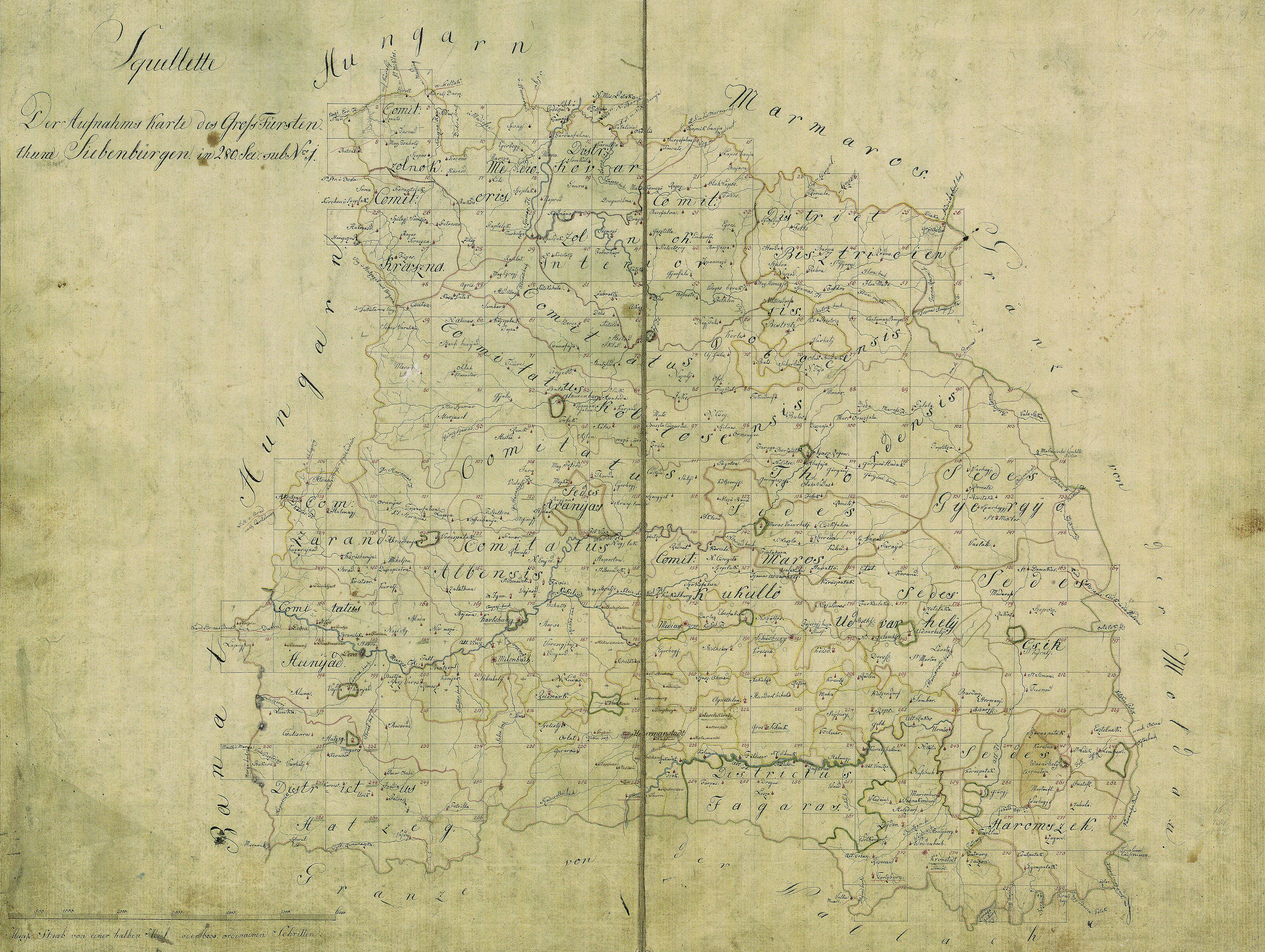
Belső-Szolnok vármegye az első katonai felmérés térképének részletén, 1782-85

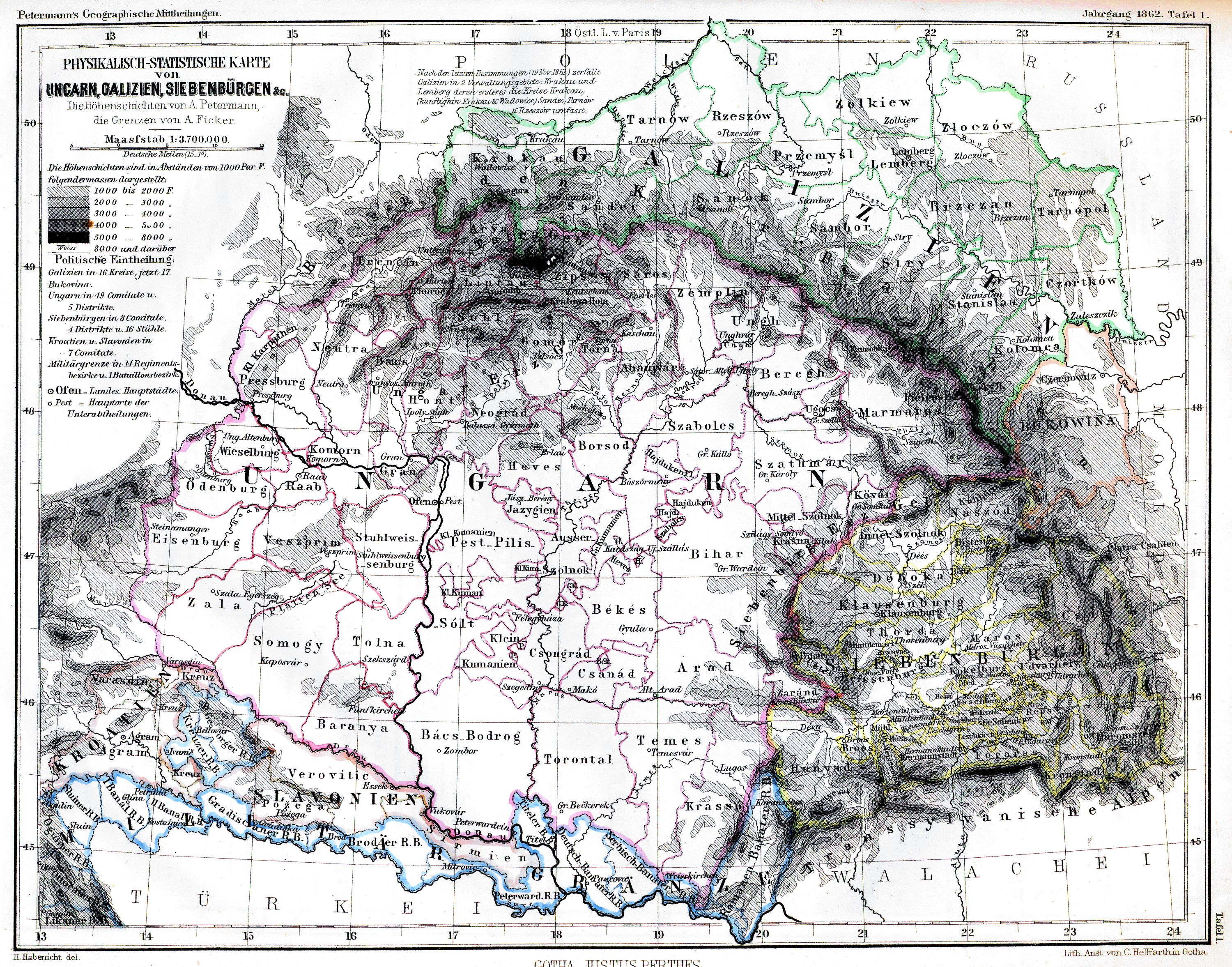
Közigazgatási egységek egy 1862-es térképen

## Elnevezése
Nevét - akárcsak Közép-Szolnok vármegye - nem Szolnok városról kapta, hanem mint a királyság fontos sótermelő vidéke, feltehetően a honfoglalást követően itt élő szláv népek ajkán született "sótermelő" kifejezésből származik. Szerbül a sót ma is сол-nak, vagyis szol-nak mondják. Erre húzódott az erdélyi só az Alföld és Tisza felé szállításának hagyományos útvonala.
Régebbi források az elnevezést a Péter magyar király második uralkodása idején élt Zonuk ispán nevéből származtatják.
Kiss Lajos neves helységnévkutató azonban a szó szláv eredeztetését elfogadhatatlannak tartja, szerinte puszta személynévből keletkezett magyar névadással, a kor dokumentumaiból a Zolnic és a Zounuc személyneveket emeli ki mint lehetséges forrást. Ezek a személynevek a magyar „szó” főnév származékai lehetnek „szószóló”, „követ” jelentéssel. (Hasonlóan a Fegyvernek helynév keletkezéséhez.)

## Fekvése
Északon Moldvával és Máramaros vármegyével, keleten a szász Besztercevidékkel és Doboka vármegyével, délen szintén Dobokával, nyugaton Dobokával és Kővárvidékkel határos.

## Története
Az egykor egységes - és hatalmas - Szolnok királyi vármegye a 13. században kettévált: Belső- (erdélyi) és Külső-Szolnok (tiszai) vármegyékre. Az is oka lehetett a szétválasztásnak, hogy a terület nyugati része az egri, míg keleti az erdélyi egyházmegyéhez tartozott. Első írásos emlék a vármegye létéről 1320-ból származik. A szétválást követően Belső-Szolnok az erdélyi vajda hatáskörébe került, míg Külső-Szolnokot továbbra is a király által kinevezett ispán irányította.
1848 után a császári közigazgatás a megyéket lényegében megszüntette, és csak 1861-ben állították vissza a korábbi közigazgatási rendszert. 1876-ban pedig Csépán, Entrádám, Magyarnemegye, Oláhnemegye, Oláhnémeti, Priszlop, Szamospart és Tóhát településeket Beszterce-Naszód vármegyéhez csatolták, a többi részt pedig az akkor létrehozott Szolnok-Doboka vármegyéhez

## Közigazgatása
A 18. század végén négy mezővárossal és 192 faluval rendelkezett, ebből az alsó kerületben három mezőváros (Dés, Désakna, Szamosújvár) és hat járásban 102 falu, a felső kerületben egyetlen mezőváros (Retteg) és négy járásban 85 falu. Az alsó kerület járásai: dési, bálványosváraljai, bethleni, alparéti, vádi, szurdoki. A felső kerület járásai: rettegi, kőfarki, kackói, láposi.
1869-ben Dés királyi mezőváros és Szamosújvár szabad királyi város mellett kilenc járás alkotta: az alparéti, bálványosváraljai, bethleni, dési, kackói, kőfarki, magyarláposi, rettegi és a szurduki.

## Népessége
A 18. század végén a lakosság túlnyomó része román volt, továbbá magyarok, cigányok valamint kisebb számban örmények, szászok, zsidók. A románok a görögkeleti felekezethez tartoztak (182 templom), a magyarok kisebb részben római katolikusok (4 plébánia), nagyobb számban reformátusok (36 egyházközség) voltak. Emellett egy-egy unitárius (magyar) és lutheránus (szász) egyházközség is volt a megyében. Az örmények szintén római katolikusok voltak. Az 1787-es népszámláláskor 20 944 házat, 24 702 családot illetve 134 008 lakost jegyeztek fel.
Nem sokkal a megye megszűnése előtt, 1869-ben Keleti Károly a tanköteles gyermekek anyanyelvi megoszlását véve alapul az alábbi nemzetiségi megoszlást számolta ki: a 138 ezres lakosság 78 százaléka román, 18 magyar, 3 német anyanyelvű volt, és 1 százalékot nem érte el a rutének aránya.
1870-ben 138.307 lakosa volt, melyből 82.527 (59,7%) görög katolikus, 23.846 (17,2%) ortodox, 17.075 (12,3%) református, 6.604 (4,8%) római katolikus, 5.591 (4%) izraelita és 2.664 egyéb (főleg örmény katolikus és evangélikus) vallású volt. 77% román, 17% magyar, 4% zsidó nemzetiségű.

## Főispánjai
Apor Péter szerint a vármegyének egyidejűleg két főispánja volt; a kettős tisztség a Rákóczi-szabadságharc idején szűnt meg.
| Név                                    | Tisztségviselés ideje | Megjegyzés |
| -------------------------------------- | --------------------- | --- |
| Köblösi Theke Lukács                   | 1547–?                | |
| Gyerömonostori Kabos Gábor             |                       | 1570-ben említik főispánként                                                                                              |
| Apanagyfalvi Apaffy István             |                       | 1573-ban említik főispánként                                                                                              |
| Lónai Kendi Sándor                     |                       | 1578-ban, 1585-ben és 1591-ben említik főispánként                                                                        |
| Somkereki Erdélyi Gergely              |                       | 1581-ben és 1594-ben említik főispánként                                                                                  |
| Kismarjai Bocskay István               | 1595–1599             | |
| Köblösi Theke Ferenc                   |                       | 1594-ben és 1599-ben említik főispánként                                                                                  |
| Bogáti Bogáthi András                  |                       | 1600-ban, 1607-ben és 1609-ben említik főispánként                                                                        |
| Ruszkai Kornis Boldizsár               | 1604–                 | |
| Monostorszegi Kun Gáspár               |                       | 1600-ban, 1607-ben és 1608-ban említik főispánként                                                                        |
| Némethy Gergely                        | 1611–1612             | |
| Alsó-balásfalvi Cserényi Farkas        |                       | 1610-ben említik főispánként; Bethlen Gábor, Brandenburgi Katalin és Bethlen István fejedelemsége alatt is hivatalban van |
| Monostorszegi Kun István               |                       | 1613-ban és 1615-ben említik főispánként                                                                                  |
| Hallerkői Haller Zsigmond              |                       | 1617-ben és 1624-ben említik főispánként, tisztségét haláláig viselte, ami 1627. november előtt következett be            |
| Noszalyi Cseffey László                |                       | 1627-ben, 1640-ben és 1656-ban említik főispánként                                                                        |
| Kékedi Kékedy Zsigmond                 |                       | 1632-ben említik főispánként                                                                                              |
| Losonczi Bánffy Zsigmond               | 1638–1646             | |
| Csicsókeresztúri Torma György          | 1660–                 | valószínűleg II. Rákóczi György idején                                                                                    |
| Uzoni Béldi Pál                        |                       | Kemény János és I. Apafi Mihály idején                                                                                    |
| Csicsókeresztúri Torma István          |                       | feltehetőleg Cseffey László utódja, említik 1664 és 1665-ben                                                              |
| Bethleni Bethlen Elek                  | 1678 vagy 1679–?      | 1687-ben és 1691-ben említik főispánként                                                                                  |
| Czegei Wass János                      | 1679–1680             | |
| Szentmártonmacskási Macskási Boldizsár | 1680–1693, 1697–      | |
| Hallerkői báró Haller István           | 1693–1697             | |
| Gróf Mikes Mihály                      | 1700–?, 1704–?        | |
| gróf bethleni Bethlen Ferenc           | 1702-1706             | Mikes Mihállyal együtt; a Rákóczi-szabadságharc után egyedül 1712-ben(?) bekövetkezett haláláig                           |
| Hallerkői báró Haller György           | 1711–1716             | |
| Csicsószentkeresztúri Torma Miklós     | 1716–1737             | |
| Gyalakúti gróf Lázár János             | 1742–?                | |
| Csicsókeresztúri Torma Károly          | 1867–1872             | |
| Losonczi báró Bánffy Dezső             | 1875–1876             | |